# Toni Musto
Toni Musto (* 5. Juni 1989) ist ein deutsch-italienischer Fußballspieler. Der Mittelfeldspieler spielt seit Januar 2013 für den FSV Vohwinkel.

## Karriere
In seiner Jugend spielte Musto für den SC Freiburg und den Offenburger FV. Mit 19 Jahren wechselte er zum Wuppertaler SV. Bei diesem bestritt er 2010 ein Drittligaspiel und wurde sonst in der zweiten Mannschaft eingesetzt. Im Sommer 2011 ging er zu Rot Weiss Ahlen. Nach einem halben Jahr kehrte er nach Wuppertal zurück, wo er nur in der zweiten Mannschaft spielte. Zum Jahresanfang 2013 ging er zum Landesligisten FSV Vohwinkel, mit dem er 2014 in die Bezirksliga abstieg und 2016 wieder aufstieg. In der Saison 2016/17 gelang ihm mit dem Verein als Meister der Landesliga der Durchmarsch in die Oberliga Niederrhein, Musto hatte mit 18 Toren dazu beigetragen.